# Hinckley (Utah)
Hinckley es una localidad del condado de Millard, estado de Utah, Estados Unidos. Se encuentra en medio del desierto de Sevier. El agua de riego del río Sevier, que pasa cerca, ha convertido a Hinckley en un oasis que permite cultivar la tierra. Las montañas, tan comunes en Utah, solo se ven en la distancia, y más allá del río está el severo desierto. Según el censo de 2000, la población era de 698 habitantes.

## Geografía
Hinckley se encuentra en las coordenadas39°19′42″N 112°40′20″O / 39.32833, -112.67222.
Según la oficina del censo de Estados Unidos, la localidad tiene una superficie total de 13,0 km². No tiene superficie cubierta de agua.
- Datos: Q483567
- Multimedia: Hinckley, Utah / Q483567